# Kostrići mészárlás
A kostrići mészárlás (horvátul: pokolj u Kostrićima) 16 horvát civilnek (a falu teljes lakossága) a „Kaline Komogovina” szerb félkatonai egység általi meggyilkolása volt a Hrvatska Kostajnica közelében fekvő Kostrići faluban 1991. november 15-én a horvátországi háború idején. A meggyilkoltak között két gyermek is volt. A legidősebb áldozat 93 éves volt.

## Előzmények
1990-ben, a horvát szocialisták választási vereségét követően az etnikai feszültségek tovább fokozódtak. A Jugoszláv Néphadsereg (Jugoslovenska Narodna Armija – JNA) elkobozta Horvátország területvédelmi fegyvereit (Teritorijalna obrana – TO), hogy minimalizálja a lehetséges ellenállást. 1990. augusztus 17-én a fokozódó feszültség a horvátországi szerbek nyílt lázadásává fajult. A lázadás Dalmácia hátországának Knin körüli, túlnyomórészt szerbek lakta területein, valamint a Lika, Kordun, Banovina régiók és Kelet-Horvátország egyes részein zajlott. 1991 januárjában Szerbia, Montenegró, valamint a szerbiai Vajdaság és Koszovó tartományok támogatásával kétszer is sikertelenül próbálkozott, hogy megszerezze a jugoszláv elnökség jóváhagyását a JNA bevetéséhez a horvát biztonsági erők leszerelésére.
A szerb felkelők és a horvát különleges rendőrség között márciusban vívott vértelen összecsapás után maga a JNA, Szerbia és szövetségesei támogatásával kérte a szövetségi elnökséget, hogy adjon neki háborús jogosítványokat és hirdessen ki rendkívüli állapotot. A kérelmet 1991. március 15-én elutasították,, és a JNA Slobodan Milošević szerb elnök irányítása alá került 1991 nyarán, amikor a jugoszláv szövetség szétesésnek indult. A hónap végére a konfliktus eszkalálódott, ami a háború első halálos áldozataihoz vezetett. A JNA ezután közbelépett, hogy támogassa a felkelőket, és megakadályozza a horvát rendőrség beavatkozását. Április elején a horvátországi szerb lázadás vezetői bejelentették, hogy az ellenőrzésük alatt álló területeket integrálják Szerbiával. Horvátország kormánya ezt az elszakadás aktusának tekintette. Májusban a horvát kormány válaszul megalakította a Horvát Nemzeti Gárdát (Zbor narodne garde – ZNG),ám fejlődését hátráltatta az Egyesült Nemzetek Szervezetének (ENSZ) szeptemberben bevezetett fegyverembargója, és a Jugoszláv Haditengerészet Adriai-tengeri blokádja, melyeket szeptemberben vezettek be.

## A gyilkosságok
A „Kaline Komogovina” szerb félkatonai egység, amelyet Stevo Borojević „Gadafi” vezetett, két irányból, Hrvatska Kostajnica és Majur felől hatolt be a faluba. Az egyik házban találtak egy fiatal nőt két (két- és négyéves) gyermekkel, akit férjének, Zlatko Jurićnak a hollétéről kérdeztek. Miután közölte velük, hogy a szomszéd faluba Stubaljba ment, mindhármukat megölték. Amikor férj jelentette a bűncselekményt Kostajnicán Milan Martić milíciájának (a Krajinai Szerb Autonóm Terület rendőrségének), őt is meggyilkolták. A falut kifosztották és felégették. Az áldozatok közül csak hetet azonosítottak. Néhányukat a háború után leégett és lerombolt otthonukban találták meg.
A kostrići mészárlást követően ugyanez a szerb félkatonai egység további 38 horvát polgári személyt  mészárolt le a közeli Majur, Graboštani és Stubalj falvakban.
A félkatonai egység két feltételezett tagját később azzal is megvádolták, hogy 1991 októberében Volinja faluban megöltek öt rendőrt és két civilt.
A faluban 2011-ben avatták fel az áldozatok emlékművét, amelyen nevük szerepel.

## Fordítás
- Ez a szócikk részben vagy egészben  a   Kostrići massacre című angol Wikipédia-szócikk ezen változatának fordításán alapul.  Az eredeti cikk szerkesztőit annak laptörténete sorolja fel. Ez a jelzés csupán a megfogalmazás eredetét és a szerzői jogokat jelzi, nem szolgál a cikkben szereplő információk forrásmegjelöléseként.